# Tamás Báló
Tamás Báló (sinh 12 tháng 1 năm 1984 ở Kalocsa) là một cầu thủ bóng đá Hungary hiện tại thi đấu cho Paksi SE.

## Danh hiệu
Paksi SE 

Hungarian Second Division: Vô địch 2006